# Henri-Roger-Marie Méric de Bellefon
Henri-Roger-Marie Méric de Bellefon, francoski general, * 1888, † 1960.